# Hamburgische Staatsoper
Hamburgische Staatsoper er et operahus beliggende i Hamburg, Tyskland. Det er et af Europas førende.
Operaen blev grundlagt den 2. januar 1687 under navnet Opern-Theatrum og var det første borgerlige operahus i Tyskland (modsat hofopera). Allerede fra starten blev det et dynamisk omdrejningspunkt for datidens komponister og opførte værker af komponister som Reinhard Keiser, Georg Philipp Telemann og Georg Friedrich Händel.
I 1891 overtog Gustav Mahler posten som kapelmester og blev på teatret i seks år.
I 1925 bevilgede byrådet penge til et nyt scenehus der stadig benyttes. I 1943 blev selve teatersalen ødelagt under de allierede bombardementer af Hamborg.